# Альнаме, Ахмад
Сейе́д Ахма́д Альнаме́ (перс. احمد آل نعمه‎; 20 октября 1982, Ахваз, Иран) — иранский футболист, защитник. Выступал за сборную Ирана.

## Карьера

### Клубная
Ахмад Альнаме — воспитанник футбольного клуба «Фулад». Сезон 2003/04 провёл в клубе третьего дивизиона «Нирое Замини», после чего вернулся в родной город, став игроком клуба Про-Лиги «Эстеглаль». В сезоне 2006/07 стал вице-чемпионом Ирана.
С 2007 по 2009 год Альнаме выступал за «Фулад», вместе с которым выиграл чемпионат во втором дивизионе. Сезон 2009/10 защитник провёл в «Сепахане» и стал чемпионом страны, сыграв за команду 25 матчей и забив 2 гола.
Летом 2010 года Ахмад Альнаме перешёл в «Шахин». Дебютировал в команде 27 июля 2010 года в матче против «Санат Нафта»
.
Всего за сезон в клубе отыграл 27 матчей, после чего стал игроком «Трактор Сази». За клуб из Тебриза впервые сыграл 2 августа 2011 года в матче с «Саба Комом»
.
9 сентября того же года футболист забил единственный гол за время пребывания в команде (в ворота «Эстегляля»)
.
В июле 2012 года Альнаме перешёл в «Нафт Тегеран». Провёл первый матч за команду 25 июля 2012 года (против «Меса»)
.
Гол в ворота Агила Этемади, забитый 1 октября 2012 года, стал для защитника первым в новом клубе и принёс «Нафту» ничью в матче с «Трактор Сази»
.

### В сборной
Ахмад Альнаме дебютировал в сборной Ирана в 2007 году. Сыграв в 2007—2008 годах 6 матчей за национальную команду, защитник затем долгое время не принимал участия в играх сборной, пока 3 марта 2014 года не сыграл в отборочном матче кубка Азии 2015 против сборной Кувейта.
В мае 2014 года Альнаме сыграл в 2 товарищеских матчах иранцев (с Черногорией и Анголой) и был включён в заявку команды на чемпионат мира 2014.

## Достижения
Эстеглаль Ахваз
- Вице-чемпион Ирана: 2006/07

 Сепахан
- Чемпион Ирана: 2009/10

 Трактор Сази
- Вице-чемпион Ирана: 2011/12